# 動物の売春

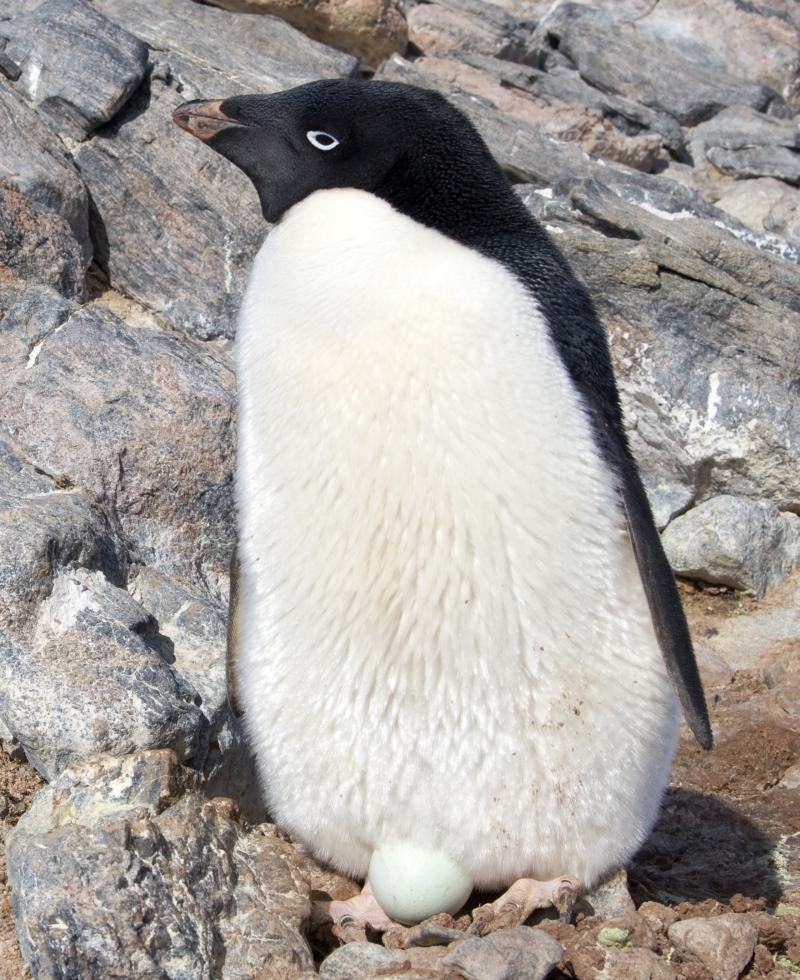
アデリーペンギン

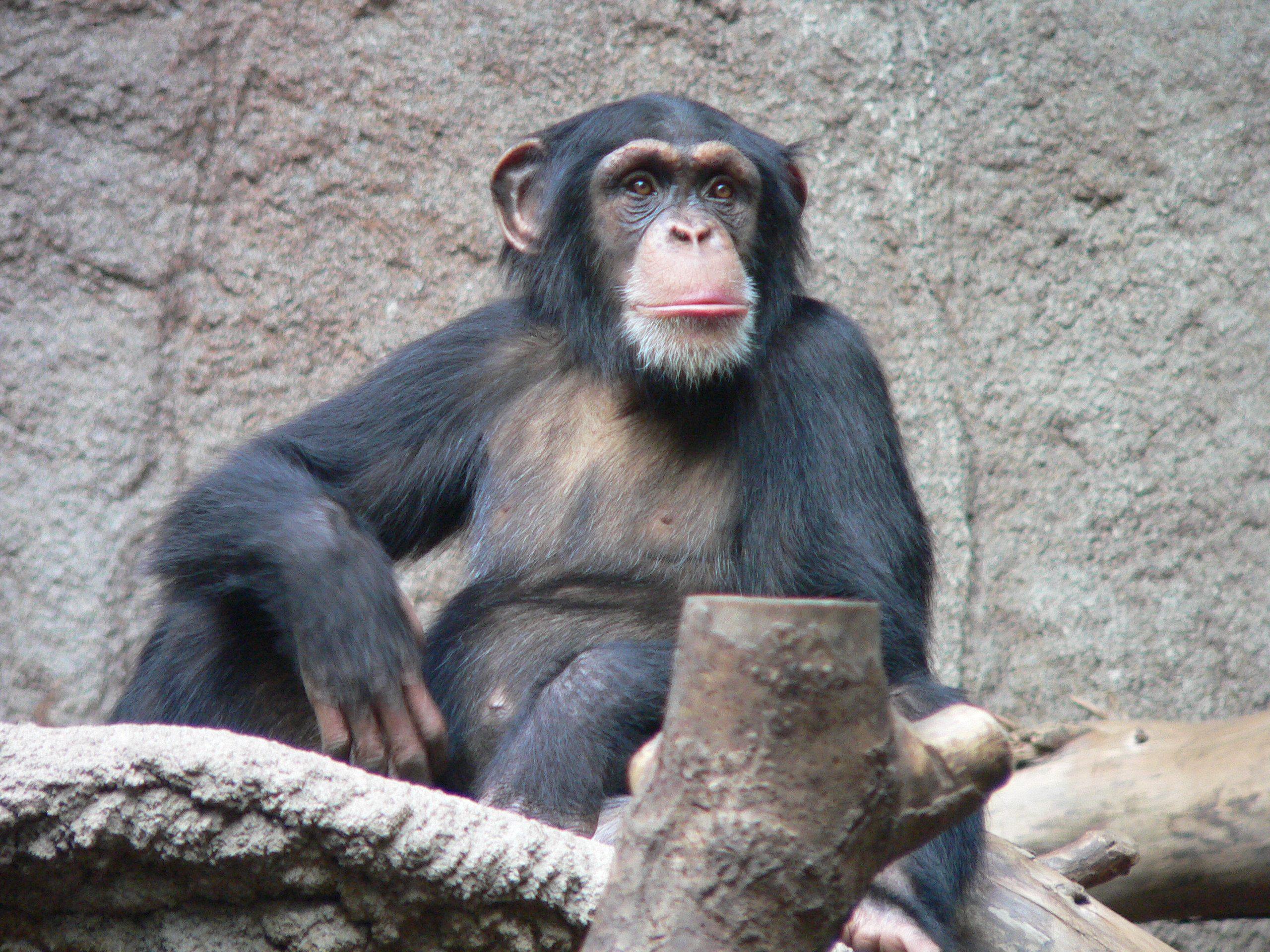
チンパンジー（タイ国立公園で観察されたものに近い）

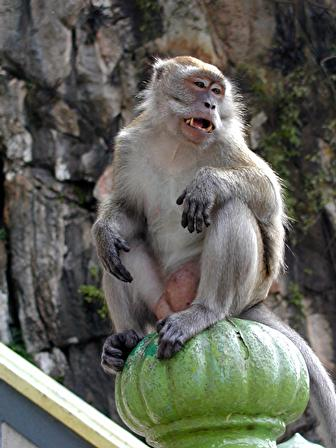
カニクイザル

動物の売春が存在するという考えを広めるものとして少ないながらもいくつかの研究が存在する。その対象となる動物はアデリーペンギン、チンパンジー、カニクイザルなどである。例えばペンギンは自分たちの巣をつくるために石を使用するが、1998年のある調査をきっかけに、石が不足するとメスのアデリーペンギンは石とセックスをトレードするという言い方がされるようになった。その調査によれば、つがいのメスのなかには自分のパートナーではないオスと交尾をおこない、自分の巣に小石を持ち帰ったものがいたのである。
食事を分けてもらう対価としてセックスを提供しているようにみえるチンパンジーも、売春に従事しているといわれることがある。

## 交換としての売春
鳥類のメスは時として餌（あるいは餌場への出入り）と交尾を「交換」することが知られている。特にラリー・ウルフは、ハチドリのメスがオスの縄張りである餌場に近づくため非繁殖期であるにもかかわらず交尾を行う例を取りあげ、こうしたエネルギー的な利点から行われる性的な行動を「売春」と呼んだ。

## ペンギン
ケンブリッジ大学の研究者フィオナ・ハンターとオタゴ大学のデイヴィス・ロイドは、ペンギンの交尾活動を5年にわたって行いその成果を発表した。英BBCはそれを動物の売春として紹介した。この研究は、南極点からおよそ1,300m離れたロス島におけるニュージーランド南極局の調査プロジェクトの一環であった。
BBCニュース・オンライン上で発表された研究によれば、メスのペンギンにはそのパートナーの目を盗んで行動する個体がいる。そういったメスは、つがいでないオスとセックスを行い、行為が終わるとそのオスの巣から小石を持ち去るのである。時としてみせかけの求愛の儀式をおこなうときさえあり、そういった場合メスはセックスをすることなく石に手をつける（実際の研究では、メスが石に手をのばそうとかがみ、オスはそれを求愛のジェスチャーだと誤って解釈するという推測がなされており、メスの気が変わったり誤魔化そうとした、とされているわけではない）。またBBCがハンターの調査を伝えるところによると、メスのペンギンはおそらく石のためだけに売春を行うわけではない。ハンターの主張では「ペンギンたちは何か別の理由から交尾をおこなっているのであり、そのうえで石を持っていくのだ。私たちにはどういうことなのかはっきりとはわからないが、メスはオスを利用はしている」。この行動は、将来のパートナーを探す過程の一部であるという推測もできる。そのときそのときのパートナーが死んでも、メスは別のオスを伴侶として得ることができることが見込まれるからである。またこの研究によって立てられた仮説では、オスのペンギンが売春をするメスと交尾をおこなうのはただ性的な満足のためだけである。ハンターの観察によると、売春をおこなうペンギンの数は非常に少なく、「わずかに数パーセント」であると見積もっている。
この研究を扇情的に解釈すれば売春という言葉が強調されてしまうが、実際の研究データ自体はより抑制がきいたものである。調査によれば、つがいでないペアの交尾がオスの巣のある場所でおこなわれると、メスは石を一つないし二つ持っていく。逆に、つがいでないペアの交尾がメスの巣でおこなわれても、オスが石を持っていくことはない。明らかに、交尾をおこなったオスが石を持っていかれても得るものといえばその子孫である。とはいえ、時として交尾がおこなわれないときでもメスが石を持って行くことがある。しかしオスであってもメスであっても、石を別の個体から盗む行動はみられる。やりすごすときもあれば、ときには相手に攻撃を加えることもある。戦わずに石を得ることが出来るほうが都合がいいのは明白であるが、メスはいつでも交尾をおこなうことで戦いを避けようとするわけではない。研究者たちはこれらの行為を遺伝的適合の長短の面から推測を行っており、メスが交尾を行うのは石を得るためだというのが主な理由だということにも断言は避けている。

## チンパンジー
ドイツ、ライプツィヒのマックス・プランク進化人類学研究所でおこなわれ、PLOS ONEで発表された調査では、初期の人間社会で、最も優れた男性の猟師が最も多くの配偶者を得ていたという「肉と性」の仮説を裏付ける試みがされている。初期の人間を研究することは不可能であるため、研究者はチンパンジーを対象としている。タイ国立公園のチンパンジーを観察したうえで、チンパンジーには売春の一形態が存在しているという結論が出されている。つまり、メスは肉と引き換えにオスにセックスを提供しているからである。進化人類学研究所のクリスティーナ・ゴメスによると、この研究からは「長期的にみても、野生のチンパンジーは肉と性を交換していることが強く示唆される」。チンパンジーは長期的にいえば狩りをおこないそこで得た肉を共有するコミュニティをもっており、その肉を共有するコミュニティ内にいるメスは同じ肉を共有するコミュニティのオスと交尾を行う傾向にあることが明らかになったといえる。肉と性行為を直接やりとりする例は今だ観察されていない。

## カニクイザル
Animal Behaviour誌に掲載された論文によると、ケンブリッジ大学の学生がカニクイザルはセックスの代償としてオスが毛づくろいを行う。この報告では、オスがメスの毛繕いに費やす時間と、相手のメスが相手と性交を行う積極性には相関関係が示されている。

## オマキザル
2005年のイェール＝ニュー・ヘブン病院の研究では、オマキザルに銀色の円盤を貨幣として使うように教え込むものがあった。そのときの研究者の目に「時折、チラッと見えた」のは、その貨幣がセックスの対価として使われる光景だった。いぶかしんだ彼は円盤がセックスのために使われている可能性を排除しようと考えたのだが、一度は起こったこととはいえ、同じ類の出来事が起こることは結局なかった。